# Gustav Östling
Gustav Östling (Gustav Gottfrid Östling; * 17. Dezember 1914 in Hedesunda, Gävle; † 9. Juli 1989 in Gävle) war ein schwedischer Marathonläufer.
1947 wurde er Schwedischer Meister. 
Im Jahr darauf gewann er in 2:36:23 h das nationale Ausscheidungsrennen für die Olympischen Spiele 1948 in London, bei denen er in 2:38:41 h auf den siebten Platz kam. Bei den Schwedischen Meisterschaften wurde er in 2:33:42 h Zweiter hinter Gösta Leandersson, der nicht an den Olympischen Spielen teilgenommen hatte. 
1949 wurde er bei den Schwedischen Meisterschaften Zweiter in 2:45:23 h und Dritter beim Länderkampf Vereinigte Staaten gegen Skandinavien 2:42:34 h (beide Läufe gewann Leandersson).
Bei den Leichtathletik-Europameisterschaften 1950 in Brüssel wurde er Zehnter in 2:41:18 h.
1952 qualifizierte er sich als Dritter der Schwedischen Meisterschaften hinter Gustaf Jansson und Henry Norrström in 2:35:32 h für die Olympischen Spiele 1952 in Helsinki, bei denen er mit seiner persönlichen Bestzeit von 2:32:49 h Zwölfter wurde.
1946 und 1948 wurde er Schwedischer Meister im 25-km-Straßenlauf.